# Thomisops lesserti
Thomisops lesserti là một loài nhện trong họ Thomisidae.
Loài này thuộc chi Thomisops. Thomisops lesserti được miêu tả năm 1942 bởi Millot.